# Paronychia pontica
Paronychia pontica är en nejlikväxtart som först beskrevs av Attila L. Borhidi, och fick sitt nu gällande namn av Mohammad Nazeer Chaudhri. Paronychia pontica ingår i släktet prasselörter, och familjen nejlikväxter. Inga underarter finns listade i Catalogue of Life.